# Khevenhüller Gymnasium Linz

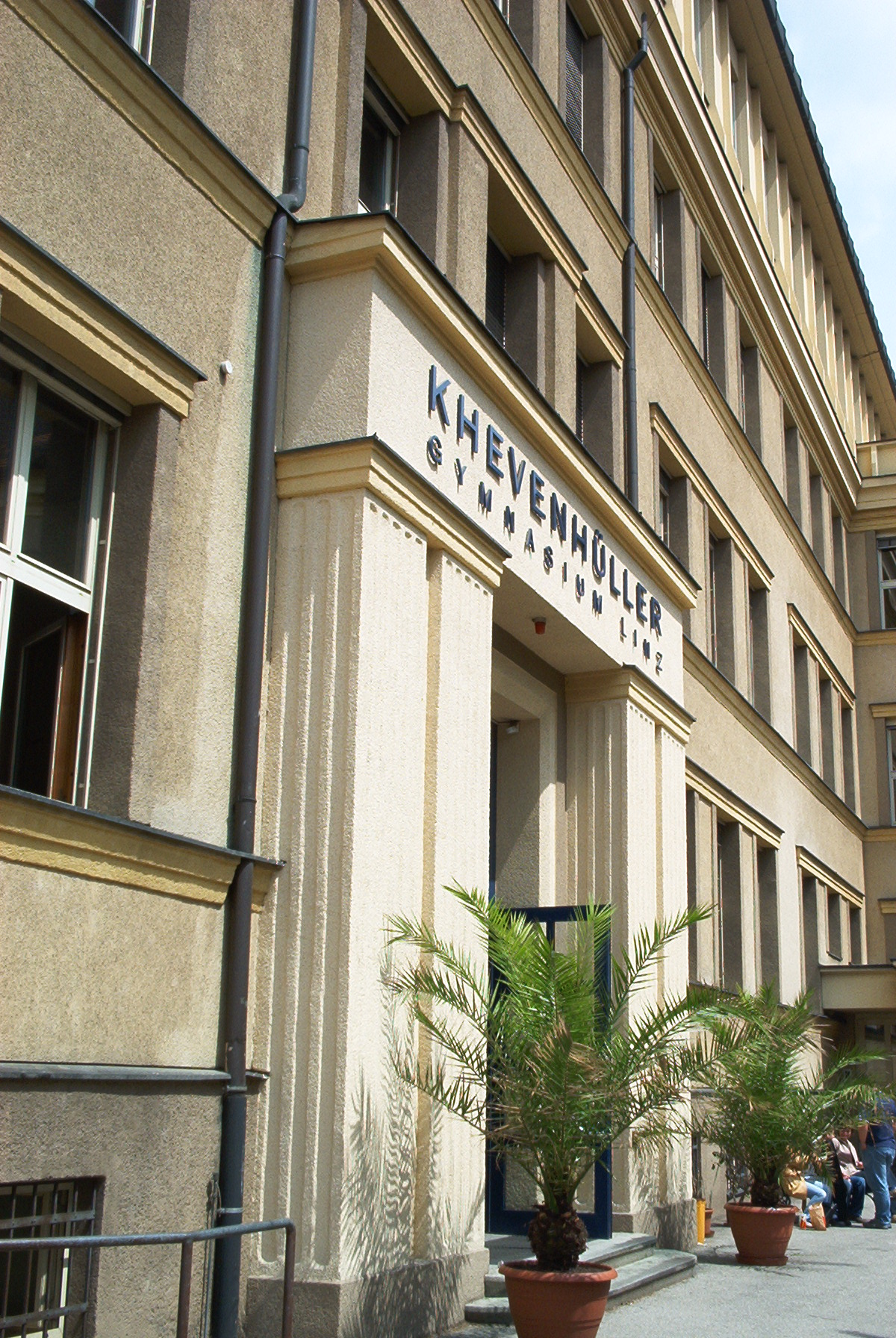
Khevenhüller Gymnasium Linz

Das Khevenhüller Gymnasium Linz ist seit 1911 eine Allgemeinbildende Höhere Schule in der oberösterreichischen Landeshauptstadt Linz. Es bestehen die Schulzweige Kulturgymnasium und Realgymnasium. Die Schule liegt seit 1927 an der Khevenhüllerstraße, woher sich auch der (heutige) Name ableitet.

## Geschichte

### 1911 bis 1918
Das 1911 gegründete „k. k. Staats-Realgymnasium“ war zunächst provisorisch am Hessenplatz in Linz untergebracht. 1913, mit Beginn der Eröffnung der dritten Klasse, musste sich die Schule für eine der beiden vom Lehrplan vorgesehenen lebenden Fremdsprachen, Englisch oder Französisch, entscheiden. Die Wahl fiel nach öffentlicher Diskussion auf Englisch.

### 1919 bis 1945
Im Jahr 1919 übersiedelte die Schule, die nun zunächst „Staats-Realgymnasium“ und ab 1924 „Bundes-Realgymnasium“ hieß, in den Hofteil des Gebäudes der Allgemeinen Sparkasse auf der Promenade.
Erst 1926/27 wurde an der Khevenhüllerstraße das neue Schulgebäude, die heutige Heimstätte des Khevenhüller Gymnasiums, errichtet und am 25. Oktober 1927 feierlich eröffnet.
Die politischen Kämpfe der 1930er Jahre, die Ausschaltung des Parlamentes, der Bürgerkrieg, das Verbot der Sozialdemokratie, die Errichtung des Austrofaschismus und die Aktivitäten der illegalen österreichischen Nationalsozialisten schlugen sich in Form von Versetzung von Lehrern und Ausschluss von Schülern in der Schule nieder.
Der Anschluss Österreichs an das nationalsozialistische Deutsche Reich führte dazu, dass politisch missliebige Lehrer, meist Anhänger des „Ständestaates“, entfernt wurden und jüdischen Schülern der Unterrichtsbesuch verboten wurde.
Mit Beginn des Zweiten Weltkriegs wurden Lehrer zur Wehrmacht einberufen, was in verschiedenen Fächern Unterrichtskürzungen zur Folge hatte. Aber auch Schüler wurden ab 1943 als Luftwaffenhelfer eingezogen. Die häufigen Luftangriffe ab 1943 beeinträchtigten den Unterricht, und im Dezember 1944 wurde er gänzlich eingestellt. Am 31. März 1945 zerstörte eine Fliegerbombe den Mittelteil des Westtraktes. Der zerstörte Gebäudeteil wurde 1948 wieder völlig instand gesetzt. 118 Schüler bzw. ehemalige Schüler kamen während des Krieges ums Leben: als Soldaten, als Bombenopfer, in den Konzentrations- und Vernichtungslagern. Seit 2004 erinnern in einer Aula acht kleine Spiegel mit eingravierten Namen an die 83 ehemaligen jüdischen Schüler dieser Zeit.

### Ab 1945
Anfang Oktober 1945 wurde der Großteil des Schulgebäudes von den amerikanischen Besatzungstruppen freigegeben. Kurz darauf begann der Unterricht. Eine Reihe von Lehrern, die in der NS-Zeit unterrichtet hatten, wurde außer Dienst gestellt. Die Unterrichtsarbeit musste zum Teil ohne Schulbücher und Unterrichtsbehelfe auskommen, da die NS-Schulbücher eingezogen wurden, manches dem Bombentreffer (v. a. die Physiksammlung) oder Plünderungen zu Kriegsende zum Opfer gefallen war. In manchen Klassenräumen fehlte die Einrichtung noch auf Jahre hinaus. Für den Fremdsprachenunterricht am Realgymnasium galt nun (wie übrigens schon in der „Oberschule“ der NS-Zeit): Englisch ab der 1. Klasse, Latein ab der 3. Klasse.
In den 1950er Jahren erfuhr das Linzer Bundesrealgymnasium einen derart starken Zuwachs an Schülern – Höhepunkt war das Schuljahr 1956/57 mit 924 Schülern in 24 Klassen, davon vier Klassen mit über 50 Schülern –, dass 1957 im Hummelhof sechs Klassen untergebracht wurden. Auf Grund des neuen Schulorganisationsgesetzes wurde aus der Schule im Jahr 1964 ein Bundesgymnasium mit neusprachlichem und realistischem Zweig, der Name lautete nun „2. Bundesgymnasium Linz“. Die 1970er Jahre brachten Reformbestrebungen im Unterricht, mit dem Schulgemeinschaftsausschuss (SGA) erstmals ein Gremium aus Eltern-, Schüler- und Lehrervertretern und die Einführung der Koedukation, die 1976 mit den ersten acht Mädchen begann.
Auf Walter Dorninger, Direktor seit Mitte der 1960er Jahre, folgte Mitte der 1970er Jahre Helmut Salfinger. In seine Amtszeit fiel die Errichtung der VÖEST-Turnhalle 1976 und v. a. die Generalsanierung des Schulgebäudes. 1981 wurde das Gebäude geräumt und die Schule übersiedelte für zwei Jahre in die ehemalige Ursulinenschule (heute Offenes Kulturhaus). Seit 1983/84 verfügt das Schulhaus über ein drittes Stockwerk mit Sonderunterrichtsräumen.
Die prägende Entwicklung der 1990er Jahre, in denen Hermann Heisler Direktor war, ist das Schul-Marketing, d. h. die Profilierung der Schule im Wettbewerb. Symbolisch dafür steht der neue Name „Khevenhüller Gymnasium“. Zentrales Ergebnis dieser Arbeit am Schulprofil war die Neugestaltung des Typenangebotes.
Seit 1998/99 bot die Schule drei Zweige an:
- Gymnasium mit Latein ab der 3. Klasse und einer zweiten lebenden Fremdsprache ab der 5. Klasse
- der gymnasiale Schulversuch mit einer zweiten lebenden Fremdsprache ab der 3. Klasse und Latein ab der 5. Klasse
- das neue Realgymnasium mit naturwissenschaftlichen Praktika und einer zweiten lebenden Fremdsprache oder Latein ab der 5. Klasse

1990 wurde die zentrale Schulbibliothek mit einem Buchbestand von ungefähr 10 000 Bücher an der Schule eröffnet. Der Absolventenverein KEKS (Kollegium ehemaliger Khevenhüller-Schüler) wurde im Jahr 1997 gegründet. Im Jahr 1998 erhielt die gesamte Schule außerdem eine strukturierte EDV-Verkabelung.
Barbara Moser, die von 2000 bis 2011 das Khevenhüller Gymnasium leitete, initiierte einen weit reichenden Schulentwicklungsprozess, der den in Österreich einzigartigen Typus Kulturgymnasium seit 2002/03 schuf. Seit 2001/02 kommen regelmäßig verschiedene Instrumente zum Einsatz, um die Qualität des Unterrichts zu erheben. 2006 lieferte „AHS 3000“ Vergleichswerte mit anderen Gymnasien Oberösterreichs und zeigte, dass mehr als zwei Drittel der Unterstufenschüler mit dem Khevenhüller Gymnasium zufrieden sind. Seit dem Schuljahr 2005/06 besteht für Schüler der 4. Klasse Volksschule die Möglichkeit, an einem Schnuppertag den Schulalltag persönlich kennenzulernen. Im Jahr 2006 wurde das Khevenhüller Gymnasium als ELSA-Schule zertifiziert. 2009 untersuchte Armin Lohmann vom Kultusministerium Niedersachsen 15 Qualitätsbereiche; dabei wurden dem Unterrichtsklima, der Schülerunterstützung, der Zielorientierung und dem Schulklima hohe Werte attestiert. In der sog. SOLE-Stunde wurde das Soziale Lernen in der 1. Klasse etabliert. Die Tagesbetreuung bietet der Unterstufe Mittagessen, Lernzeit und Freizeit.
Die Erweiterung der EDV-Verkabelung 2010 ermöglichte Computer mit Internetanschluss in jeder Klasse. Weiters wurde die Schule in diesem Jahr behindertengerecht mit Lift, Behinderten-WCs, Treppenlift, Rollstuhlrampen adaptiert.
Seit 1. Oktober 2011 leitet Andreas Pree das Khevenhüller Gymnasium. Am 24. Oktober 2011 besuchte Bundespräsident Heinz Fischer im Rahmen der 100-Jahr-Feier die Schule.
Im Sommer 2012 wurde die Wiese vor der Schule umfangreich zu einem Schulgarten umgestaltet, der nicht nur in den Pausen, sondern auch im Rahmen des Unterrichts genutzt werden kann.
2013 wurde ein dritter Turnsaal in Form eines Fitnessraums eingerichtet. Beide Projekte (Schulgarten und Fitnessraum) wurden großzügig durch den Elternverein und den Absolventenverband KEKS finanziell unterstützt.
Um Schülerinnen und Schülern auch einen direkten Kontakt mit dem Leben außerhalb bzw. nach der Schule zu ermöglichen, wurden Persönlichkeiten aus zahlreichen unterschiedlichen Bereichen des öffentlichen Lebens zu Diskussionsveranstaltungen eingeladen, zum Beispiel:
Der Leiter der Audi-Fahrzeugentwicklung, DI Hollerweger, diskutierte über die Zukunft des Autos, Staatssekretär Kurz besprach aktuelle Fragen der Integration von Migranten, Oscar-Preisträger Ruzowitzky berichtete von seinen Erfahrungen als Regisseur und gestaltete einen entsprechenden Workshop. Generaldirektor Mitterlehner (Hypo OÖ) brachte den Schülerinnen und Schülern nicht nur Fragen des Bankwesens näher, er erklärte auch, worauf etwa seine Bank bei der Auswahl von Mitarbeitern besonders achtet, welche Kompetenzen und Verhaltensweisen besonders wichtig sind.
Vor der Volksbefragung zur Wehrpflicht diskutierten Vertreter des Zivilschutzes, des Heeres und der Parteien über die Folgen der möglichen Entscheidungen, vor der Europawahl kamen führende Vertreter der kandidierenden Parteien, um mit wahlberechtigten Schülerinnen und Schülern ihre Anliegen zu diskutieren.
Die stv. Generaldirektorin Keplinger (Raiffeisen OÖ), die Architektin Zellinger und die Professorin Vaclavek, drei Frauen, die trotz ähnlichem Bildungsweg in sehr unterschiedlichen Bereichen Karriere machten, erläuterten verschiedene Möglichkeiten, sein Leben nach der Matura zu gestalten.

## Leiter der Schule
|  | 1911–1927: | Eduard Huemer       |
|  | 1928–1936: | Alois Wolfersberger |
|  | 1936–1938: | Hans Commenda       |
|  | 1940–1945: | Walter Gabl         |
|  | 1948–1965: | Josef Angsüsser     |
|  | 1966–1975: | Walter Dorninger    |
|  | 1976–1987: | Helmut Salfinger    |
|  | 1987–1990: | Josef Wolfsgruber   |
|  | 1990–2000: | Hermann Heisler     |
|  | 2000–2011: | Barbara Moser       |
|  | 2011–2024: | Andreas Pree        |
|  | seit 2024: | Philipp Öhlinger    |

## Ausstattung
Jeder Klassenraum ist mit einem Beamer, einem Klassencomputer, Lautsprechern und einem Overhead-Projektor ausgestattet. Weiters verfügt die Schule über ein flächendeckendes WLAN und betreibt für e-Learning einen eigenen Moodle-Server. Nebenbei ist sie auch noch ein ICDL-Prüfungszentrum.
Im 3. Stock befindet sich ein naturwissenschaftliches Zentrum mit Chemie-, Physik-, Biologie- und naturwissenschaftlichem Saal. Weiters gibt es für künstlerische Aktivitäten zwei Zeichen-, zwei Werksäle und einen Musiksaal. Für Bewegung und Sport stehen zwei Turnsäle und ein Freiluftplatz zur Verfügung. Theater und Musicalaufführungen finden im schuleigenen Festsaal statt.

## Schultypen und Angebot (Stand von 2011)

### Kulturgymnasium – Schwerpunkte Kultur und Sprachen
Für Kinder und Jugendliche mit Interesse und Begabung im bildnerischen, musikalischen, literarischen, szenischen oder tänzerischen Bereich.
- Theaterwerkstatt, Schreibwerkstatt, Atelierwerkstatt, Musikwerkstatt (jeweils halbjährig)
- Rhythmus, Bewegung und Koordination (1. Klasse)
- kulturelle Exkursionen und Projektwochen
- Kulturprojektmanagement (6. Klasse)
- Präsentation und Kommunikation (4. Klasse)
- Englisch Konversation (3. Klasse, halbjährig)
- Spanisch Konversation (5. Klasse, halbjährig)
- Fremdsprachen: Englisch (ab 1. Kl.), Spanisch (Französisch) ab 3. Kl. und Latein ab 5. Klasse

### Realgymnasium – Schwerpunkt Naturwissenschaften
Für Kinder und Jugendliche mit Interesse und Begabung im naturwissenschaftlichen, mathematischen und informationstechnologischen Bereich.
- Praktika in Biologie (3. Kl.), Chemie und Physik (4. Kl.)
- fächerübergreifendes Praktikum Chemie-Physik (6. Kl.)
- Betonung der Naturwissenschaften in den Fächern Mathematik, Geometrisch Zeichnen, Technisches/Textiles Werken
- Informatikschwerpunkt (5. – 7. Klasse)
- Darstellende Geometrie (7. – 8. Klasse) – CAD-Zertifikat möglich (Microstation)
- naturwissenschaftliche Projekttage und -woche
- Englisch (1. – 8. Kl.); Latein oder Spanisch (ab 5. Kl.)

### Weitere Angebote
- Cambridge-Zertifikat
- Europäischer Computerführerschein
- ECHA-Kurse für hochbegabte Schüler
- Soziales Lernen
- Peers (Schüler helfen Schülern, Konflikte zu lösen)
- eTwinning
- Physik- und Chemieolympiade
- Schultheater
- Schulchor
- Schulorchester

## Bekannte Absolventen

### Standort Hessenplatz/Promenade
- Rudolf Fahrner (1903–1988), Germanist
- Ernst Kaltenbrunner (1903–1946), Nationalsozialist und Leiter des Reichssicherheitshauptamtes, besuchte die Schule von 1913 bis 1921[2][3]
- Leo Losert (1902–1982), Ruderer und Olympiadritter 1928
- Hans Sittner (1903–1990), Präsident der Wiener Musikakademie

### Standort Khevenhüllerstraße
- Günther Apfalter, Europa-Chef des Magna-Konzerns[4]
- Eduard Arzt (* 1956), Max-Planck-Institut für Metallforschung in Stuttgart
- Peter Assmann, Direktor der OÖ. Landesmuseen
- Herbert Bayer, Künstler
- Markus Binder, Duo Attwenger
- Jasmine Chansri, Juristin und Politikerin
- Heinz Engl, Univ.-Prof. für Industriemathematik, Rektor der Universität Wien
- Günther Erhartmaier, Landesdirektor
- Ernst Fehrer, Unternehmer und Erfinder
- Manfred Födermayr, Geschäftsführer bei Ed. Haas Austria
- Fritz Hatschek, Unternehmer
- Markus Hengstschläger, Vorstand des Instituts für Medizinische Genetik
- Adi Hirschal, Schauspieler, Intendant
- Heinz Hollerweger, Entwicklungschef AUDI (pensioniert)
- Eduard Koblmüller, Extrembergsteiger, Gründer der Alpinschule „Die Bergspechte“
- Wolfgang Lehner, ORF-Moderator
- Henry Mason, Theaterregisseur, Autor
- Anna Mayrhauser, Journalistin
- Ernst Reichl, Univ.-Prof. für betriebliche Datenverarbeitung, Rektor der Johannes Kepler Universität Linz
- Bogdan Roščić, österreichischer Musikmanager und Direktor der Wiener Staatsoper
- Doroteja Roščić, ORF-Moderatorin
- Max Schachinger, Unternehmer
- Christian Scheib, Musikchef von Ö1
- Georg Schmiedleitner, Theaterregisseur
- Silvia Schneider, Fernsehmoderatorin
- Kurt Steyrer, ehemaliger Minister für Gesundheit und Umweltschutz
- Georg Werthner, Zehnkämpfer, Olympiavierter 1980

## Bekannte Lehrer
- Igo Hofstetter (1926–2002), Operettenkomponist